# Выборы в Албании
Регулярные выборы в Албании предусмотрены Конституцией и законодательством страны. Парламент (алб. Kuvendi i Shqipërisë) состоит из 140 депутатов, избираемых на четырёхлетний срок по закрытым спискам пропорционального представительства. Есть 12 многомандатных округов, соответствующих 12 административным районам страны. В любом округе партии должны набрать 3 % голосов, а предвыборные коалиции не менее 5 %.
Эта избирательная система заменила смешанную систему в ноябре 2008 года. При старой системе 100 депутатов избирались прямым голосованием в одномандатных округах с примерно равным числом избирателей. Оставшиеся 40 депутатов избирались по спискам партий или коалиций. Общее число депутатов партии или коалиции должно было быть в максимально возможной степени пропорционально действительным голосам, полученным этой партией или коалицией в общенациональном масштабе в первом туре выборов. Партии, набравшие менее 2,5 %, и коалиции, набравшие менее 4 % действительных голосов в первом туре выборов, мандатов по спискам не получали.
Это изменение подверглось критике со стороны более мелких партий, но были поддержаны обеими основными партиями, объявившими реформу избирательной системы важным шагом на пути к европейской интеграции Албании. Другие изменения включали ограничение срока полномочий генерального прокурора пятью годами, обязательное проведение досрочных выборов в случае вотума недоверия правительству и сокращения числа голосов, необходимого для избрания президента, с трёх пятых до половины от числа депутатов.
Президент избирается парламентом.
Албания имеет многопартийную систему с двумя сильными партиями и несколькими другими, также добившимся успеха на выборах.

## История

### Установление и крах парламентаризма
Первые в истории Албании выборы прошли в 1921 году. Они были непрямыми и двухэтапными. В первом туре голосовали мужчины в возрасте старше 20 лет, которые выбирали по системе относительного большинства одного выборщика на каждые 500 зарегистрированных избирателей. Четыре недели спустя выборщики собрались в главном городе каждого округа, чтобы избрать 78 членов Национального собрания (алб. Këshilli Kombëtar). Примерно одинаковое количество мест получили консерваторы из Прогрессивной партии Шефкета Верладжи и либералы из Народной партии Фана Ноли.
После выборов в новоизбранном парламенте образовался ряд нестабильных фракций, что привело к нескольким правительственным кризисам. Новое правительство было сформировано действующим премьер-министром Илиазом Вриони в июне, но он оставался на своём посту только до октября, когда его сменил Пандели Эвангьели, продержавшийся менее двух месяцев. Преемник Эванджели Хасан Приштина находился у власти всего пять дней, после чего пост исполняющего обязанности премьер-министра на 12 дней занял Идомене Костури, которого сменил Джафер Ипи. В декабре 1922 года Ахмет Зогу смог сформировать стабильное правительство.
В 1923 году напряжённость между религиозными группами в стране нарастала, и христиане, недовольные правительством во главе с мусульманином Ахметом Зогу, который захватив власть в стране вместе с бывшими османскими чиновниками. После нескольких политических убийств в августе Зогу согласился на выборы Учредительного собрания в конце года. Сторонники правительства получили 44 места, а оппозиция — 39. 19 независимых кандидатов, большинство из которых были консервативно настроены, поддержали Зогу, позволив ему сформировать правительство. Однако оппозиция утверждала, что имела место фальсификация выборов, в частности, газета Dielli сообщала, что правительство запугивает избирателей, заставляя их голосовать за своих кандидатов.
Хотя Зогу с небольшим перевесом был переизбран премьер-министром, вскоре он ушёл в отставку из-за финансового скандала и разоблачения своего участия в попытке покушения, что позволило лидеру консерваторов Шефкету Верладжи возглавить правительство. В июне 1924 года очередное политическое убийство, совершённое сторонниками Зогу, спровоцировало восстание, переросшее в революцию, Верладжи и Зогу бежали из страны. Новым премьер-министром стал Фан Ноли. 13 ноября он издал указ о проведении новых выборов в период с 20 декабря 1924 года по 20 января 1925 года. Однако, когда в декабре Зогу вернулся в страну с отрядом своих сторонников и иностранных наёмников численностью около тысячи человек, Ноли бежал и его сменил на посту премьер-министра Илиаз Вриони. 6 января 1925 года Ахмет Зогу стал премьер-министром и министром внутренних дел.
21 января 1925 сохранившие верность Зогу парламентарии торжественно провозгласили республику и образовали комиссию для выработки новой конституции. Первые её статьи депутаты утвердили уже через 10 дней после начала заседаний, что дало основание избрать 31 января Зогу президентом, сохранив за ним посты премьер-министра, министра иностранных дел и главнокомандующего армии. 2 марта был принят окончательный вариант конституции, согласно которой в стране устанавливалась республиканская форма правления с двухпалатным парламентом. 14 марта был принят новый закон о выборах, 16 марта президент издал декрет о выборах в парламент.
Поскольку большинство лидеров оппозиции покинули страну после переворота, кандидаты от правительства не встретили сопротивления. В результате выборы, прошденшие в апреле—мае 1925 года, принесли полную победу сторонникам Зогу при очень низкой явке избирателей. В стране установилась де-факто диктатура Ахмета Зогу, в 1928 году провозгласившего себя королём.
В Албанском королевстве выборы проходили в 1928, 1932 и 1937 годах, но они не были ни свободными, ни демократическими.

### Восстановление парламентаризма
После освобождения Албании в 1944 году от немцев к власти в стране пришли коммунисты, которые и правили страной 48 лет. В период с 1945 и по 1987 годы все выборы были недемократическими и несвободными. Только в 1991 году в Албании прошли первые с 1925 года многопартийные выборы. Выборы проводились по мажоритарной системе в 250 округах. В голосовании приняли участие 98,2 % избирателей. Участвующие партии зарегистрировали в общей сложности 1074 кандидата, из которых 17 кандидатов были независимыми. По окончательным результатам выборов победителем стала правящая Албанская партия труда, набравшая 56,2 % голосов, получив 169 мест из 250. Ведущая сила оппозиции, Демократическая партия (ДП), добилась высоких результатов в первую очередь крупных городах в таких, как: Тирана (19 мест из 29), Шкодер (16 из 19), Дуррес (13 из 19). В то время как в Круе и Влёре количество депутатов от двух основных партий было равным. Это считалось большой победой ДП, учитывая, что коммунистическая партия, правившая страной почти полвека, всё ещё пользовалась большим влиянием, особенно в сельской местности. Тяжёлый экономический и социальный кризисы привели к досрочным выборам 1992 года, победу на которых одержала Демократическая партия, положив конец правлению коммунистов.
8 мая 2000 года парламент Албании утвердил новый Избирательный кодекс голосами социалистов, имевших подавляющее большинство в собрании, образовавшемся в результате выборов 1997 года. Демократическая партия выступила против проекта Избирательного кодекса и бойкотировали голосование в парламенте, хотя демократы присутствовали на большинстве «круглых столов», организованных для обсуждения Избирательного кодекса. Согласно новому Избирательному кодексу, голосование в Албании будет основано на смешанной избирательной системе. Из 140 депутатов парламента 100 депутатов избираются большинством голосов по одномандатным округам, а 40 мест будут заполнены по национальным спискам политических партий, преодолевшим избирательный барьер в 2,5 % для партий и 4 % для коалиций.
На парламентских выборах 2009 года Демократическая партия премьер-министра Сали Бериши по количеству мест превзошла Социалистическую партию Эди Рамы, хотя и набрала несколько меньший процент голосов. В сентябре 2009 года Демократическая партия и Социалистическое движение за интеграцию договорились о формировании коалиционного правительства, при этом Бериша остался премьер-министром, а Илир Мета стал министром иностранных дел. Международные наблюдатели впервые в истории Албании сочли выборы свободными и справедливыми, прошедшими без существенных нарушений.

## Последние выборы
| Партия                   | Партия                                  | Лидер                    | Голоса    | Голоса | Голоса   | Места | Места |  |
| Партия                   | Партия                                  | Лидер                    | Голоса    | %      | Δ (п.п.) | Места | Δ     |  |
| ------------------------ | --------------------------------------- | ------------------------ | --------- | ------ | -------- | ----- | ----- |  |
|                          | Социалистическая партия Албании         | Эди Рама                 | 768 134   | 48,67  | ▲0,33    | 74    | ▬     |  |
|                          | Демократическая партия                  | Люльзим Баша             | 622 187   | 39,43  | ▲10,58   | 59    | ▲13   |  |
|                          | Социалистическое движение за интеграцию | Моника Кримади           | 107 538   | 6,81   | ▼7,47    | 4     | ▼15   |  |
|                          | Социал-демократическая партия           | Том Доши                 | 35 475    | 2,25   | ▲1,3     | 3     | ▲2    |  |
|                          | Другие партии                           |                          | 40 536    | 2,57   | ▼4,85    | 0     | ▼3    |  |
|                          | Независимые                             |                          | 4247      | 0,27   |          | 0     |       |  |
|                          |                                         |                          |           |        |          |       |       |  |
| Недействительных голосов | Недействительных голосов                | Недействительных голосов | 83 059    | 5,00   | ▲3,02    |       |       |  |
| Всего                    | Всего                                   | Всего                    | 1 661 176 | 100,00 | ▬        | 140   | ▬     |  |
| Зарегистрировано / Явка  | Зарегистрировано / Явка                 | Зарегистрировано / Явка  | 3 588 869 | 46,29  | ▼0,51    |       |       |  |
|                          |                                         |                          |           |        |          |       |       |  |
| Источник: KQZ            |                                         |                          |           |        |          |       |       |  |

## Парламентские выборы
| Выборы | Дата        | Победившая партия               | Лидер         | Голоса | Мест       | Явка   | Лидер (срок)                               |
| ------ | ----------- | ------------------------------- | ------------- | ------ | ---------- | ------ | ------------------------------------------ |
| 1921   | 5 апреля    |                                 |               |        |            |        |                                            |
| 1923   | 27 декабря  | Легалитети                      | Ахмет Зогу    |        | 44 из 100  |        |                                            |
| 1925   | 17 мая      | Легалитети                      | Ахмет Зогу    |        |            |        | Ахмет Зогу (1925—1928)                     |
| 1928   | 17 августа  | Легалитети                      | Ахмет Зогу    |        |            |        | Ахмет Зогу (1925—1928)                     |
| 1932   | 11 ноября   | Легалитети                      | Ахмет Зогу    |        |            |        | Зогу I (1928—1939)                         |
| 1937   | 31 января   | Легалитети                      | Ахмет Зогу    |        |            |        | Зогу I (1928—1939)                         |
| 1943   | 1 октября   |                                 |               |        |            |        | Бенито Муссолини (1939—1943)               |
| 1945   | 2 декабря   | Демократический фронт           | Энвер Ходжа   | 44,8 % | 82 из 82   | 78,0 % | Энвер Ходжа (1944—1985)                    |
| 1950   | 28 мая      | Демократический фронт           | Энвер Ходжа   | 45,3 % | 121 из 121 | 69,9 % | Энвер Ходжа (1944—1985)                    |
| 1954   | 30 мая      | Демократический фронт           | Энвер Ходжа   | 55,8 % | 134 из 134 | 67,6 % | Энвер Ходжа (1944—1985)                    |
| 1958   | 1 июня      | Демократический фронт           | Энвер Ходжа   | 47,8 % | 188 из 188 | 71,5 % | Энвер Ходжа (1944—1985)                    |
| 1962   | 3 июня      | Демократический фронт           | Энвер Ходжа   | 47,3 % | 214 из 214 | 60,3 % | Энвер Ходжа (1944—1985)                    |
| 1966   | 10 июля     | Демократический фронт           | Энвер Ходжа   | 46,4 % | 240 из 240 | 60,0 % | Энвер Ходжа (1944—1985)                    |
| 1970   | 20 сентября | Демократический фронт           | Энвер Ходжа   | 40,9 % | 264 из 264 | 55,4 % | Энвер Ходжа (1944—1985)                    |
| 1974   | 6 октября   | Демократический фронт           | Энвер Ходжа   | 43,1 % | 250 из 250 | 42,6 % | Энвер Ходжа (1944—1985)                    |
| 1978   | 12 ноября   | Демократический фронт           | Энвер Ходжа   | 43,1 % | 250 из 250 | 42,6 % | Энвер Ходжа (1944—1985)                    |
| 1982   | 14 ноября   | Демократический фронт           | Энвер Ходжа   | 43,1 % | 250 из 250 | 42,6 % | Энвер Ходжа (1944—1985)                    |
| 1987   | 1 февраля   | Демократический фронт           | Неджмие Ходжа | 43,1 % | 250 из 250 | 42,6 % | Рамиз Алия (1985—1992)                     |
| 1991   | 31 марта    | Албанская партия труда          | Рамиз Алия    | 56,2 % | 169 из 250 | 98,6 % | Рамиз Алия (1985—1992)                     |
| 1992   | 22 марта    | Демократическая партия          | Сали Бериша   | 57,6 % | 92 из 140  | 89,9 % | Рамиз Алия (1985—1992)                     |
| 1996   | 26 мая      | Демократическая партия          | Сали Бериша   | 55,5 % | 122 из 140 | 89,1 % | Сали Бериша (1992—1997)                    |
| 1997   | 29 июня     | Социалистическая партия Албании | Фатос Нано    | 31,6 % | 101 из 140 | 72,6 % | Сали Бериша (1992—1997)                    |
| 2001   | 24 июня     | Социалистическая партия Албании | Фатос Нано    | 42,3 % | 73 из 140  | 53,6 % | Реджеп Мейдани (1997—2002)                 |
| 2005   | 3 июля      | Демократическая партия          | Сали Бериша   | 44,1 % | 56 из 140  | 49,1 % | Альфред Мойсиу (2002—2007)                 |
| 2009   | 28 июня     | Демократическая партия          | Сали Бериша   | 40,2 % | 68 из 140  | 50,8 % | Бамир Топи (2007—2012)                     |
| 2013   | 23 июня     | Социалистическая партия Албании | Эди Рама      | 41,4 % | 65 из 140  | 53,5 % | Буяр Нишани (2012—2017)                    |
| 2017   | 25 июня     | Социалистическая партия Албании | Эди Рама      | 48,3 % | 74 из 140  | 46,8 % | Буяр Нишани (2012—2017)                    |
| 2021   | 25 апреля   | Социалистическая партия Албании | Эди Рама      | 48,7 % | 74 из 140  | 46,3 % | Илир Мета (2017—2022) Байрам Бегай (2022—) |

1. ↑  С 1939 по 1943 год Албанское королевство было оккупировано Италией и де-факто представляло собой итальянский протекторат. Официально главой государства на правах личной унии считался итальянский король Виктор Эммануил III, в действительности Албания управлялась Бенито Муссолини через назначаемых им губернаторов. Присоединение Албании было частью плана по созданию Великой Италии.
2. ↑  Демократический фронт Албании — крупнейшая в годы коммунистического правления общественно-политическая организация страны, созданная по инициативе компартии в 1942 году.

## Президентские выборы
Глава государства, Президент Республики Албания, избирается Народным собранием на пятилетний срок тайным голосованием. Для избрания президента необходимо две трети голосов всех депутатов.
До 2002 года президентские выборы проводились в 1925, 1991, 1992, 1996 и 1997 годах. На пятых выборах после падения коммунистического режима 24 июня 2002 года президентом был избран независимый кандидат Альфред Моисиу, набрав 97 голосов из 140 возможных. На следующих выборах, 20 июля 2007 года, президентом был избран Бамир Топи, который был частично поддержан оппозицией? был избран 85 голосами в 4-м туре.
Буяр Нишани от Демократической партии был избран новым президентом 11 июня 2012 года, набрав 73 голоса в 4-м туре.
Илир Мета, бывший коммунист и социалист, победил на президентских выборах, набрав 87 голосов в 4-м туре 28 апреля 2017 года.

## Местные выборы
Первые в посткоммунистической Албании местные выборы состоялись 26 июля 1992 года. В целом, победителем стала правящая Социалистическая партия Албании, набравшая 49,87 % голосов. Однако оппозиционная Демократическая партия победила в столице страны Тиране.
На следующих местных выборах, 20 и 27 октября 1996 года, уверенную победу одержали демократы, набрав 52,5 % голосов избирателей в целом по стране (58 мэров и главы 267 общин), в то время как за социалистов было отдано 31,2 % голосов (4 мэра и 15 глав общин).
На третьих по счёту местных выборах, 1 и 15 октября 2000 года, победу одержала Социалистическая партия, победив в 40 муниципалитетах и 187 коммунах (39,5 % голосов избирателей в целом по стране), в то время как Демократическая партия с союзниками выиграла выборы в 11 городах и 78 коммунах (33,6 %).
На местных выборах 12 октября 2003 года победу вновь одержали социалисты, хотя и понеся значительные потери. Социалистическая партия победила в 52 % из 384 городов и коммун, набрав около 33,0 % голосов избирателей в целом по стране, в то время как Демократическая партия получила 32,0 %.
Местные выборы 18 февраля 2007 года завершились неоднозначно. Левая оппозиция, возглавляемая социалистами, победила в большинстве из 384 муниципалитетов, включая крупные города Тирана, Дуррес, Фиери, Эльбасан, Корча, Берат, Гирокастра и Влёра; единственным крупным городом, завоеванным правыми, был Шкодер. Но в целом по стране кандидаты в мэры от демократов и их союзников набрали 47,86 % голосов против 43,74 % полученных социалистами и их союзниками.
Местные выборы 8 мая 2011 года в целом выиграли демократы, которые вместе с союзниками набрали 813 335 голосов, победив в 30 городах и 173 муниципалитетах, в то время как социалисты вместе с союзниками получили 671 612 голосов, победив в 35 городах и 103 муниципалитетах.
Местные выборы 21 июня 2015 года выиграла левая коалиция «Альянс за европейскую Албанию» во главе с социалистами, получив 63,5 % и заняв посты мэров в 45 городах из 61. Правый «Народный альянс за труд и достоинство» во главе с демократами набрал 32,5 % и выиграл посты мэров в 15 городах.
Местные выборы 30 июня 2019 года проходили в условиях тяжёлого политического кризиса, в результате которого оппозиционные партии отказались участвовать в выборах, обвинив правительство и премьер-министра в подкупе голосов, запугивании избирателей и связях с преступными организациями. Социалисты безальтернативно баллотировались в 31 муниципалитете, столкнувшись с более мелкими партиями и независимыми кандидатами в других 30 муниципалитетах, что привело к абсолютной победе социалистов во всех муниципалитетах, кроме Финика.